# Jukka-Pekka Saraste

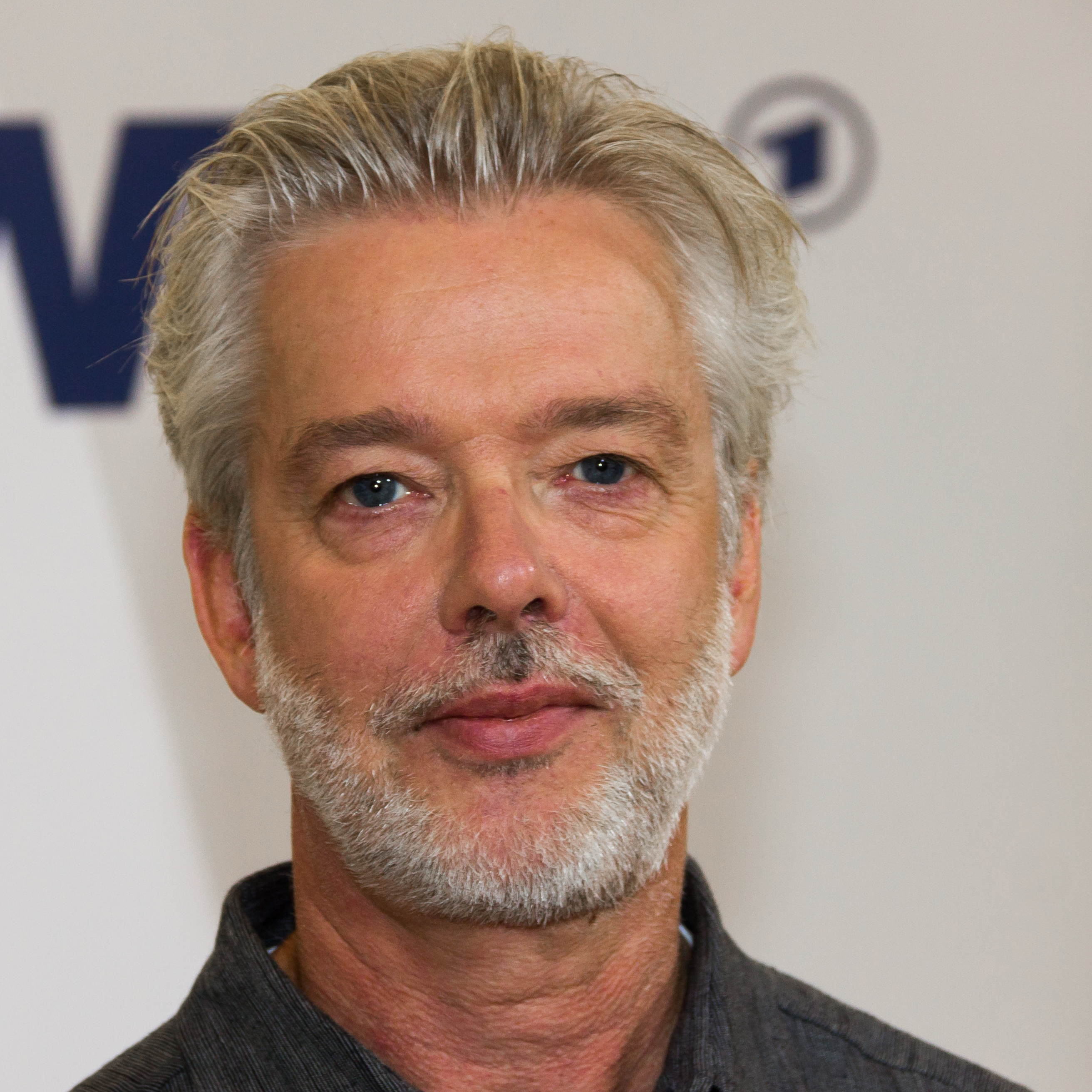
Jukka-Pekka Saraste, 2014

Jukka-Pekka Saraste (* 22. April 1956 in Heinola, Finnland) ist ein finnischer Dirigent.

## Leben
Saraste studierte zunächst Violine am Musikkonservatorium in Lahti (Finnland) und begann seine Berufslaufbahn als Geiger im Finnischen Radiosinfonieorchester. In der Klasse des Pädagogen Jorma Panula ließ er sich an der Sibelius-Akademie in Helsinki zum Dirigenten ausbilden und wechselte dann Mitte der 1980er Jahre das Metier.
1983 gründete er gemeinsam mit Esa-Pekka Salonen das Avanti! Chamber Orchestra, das sich vor allem der Interpretation zeitgenössischer Musik widmet. 1987 wurde er zum Chefdirigenten des Finnischen Radiosinfonieorchesters berufen, dem er bis 2002 vorstand. Parallel dazu amtierte er von 1994 bis 2002 als Musikdirektor des Toronto Symphony Orchestra. Als Erster Gastdirigent war Saraste von 2002 bis 2005 dem BBC Symphony Orchestra verbunden, von 2006 bis 2013 hatte er die Chefposition beim Philharmonischen Orchester Oslo inne.
Seit 2008 ist Jukka-Pekka Saraste Künstlerischer Leiter des Sibelius-Festivals in Lahti. Von 2010 bis 2019 wirkte er als Chefdirigent des WDR Sinfonieorchesters Köln. Ab der Saison 2023/2024 ist er Chefdirigent des Philharmonischen Orchesters Helsinki, zunächst mit einem Dreijahresvertrag.
Zudem war er Gastdirigent bei vielen renommierten Ensembles und Orchestern, darunter das Concertgebouw-Orchester Amsterdam, das Symphonieorchester des Bayerischen Rundfunks, das Boston Symphony Orchestra und das Chicago Symphony Orchestra, das Orchestre National de France, das London Philharmonic Orchestra und das Philharmonia Orchestra London, die Filarmonica de la Scala in Mailand und die Staatskapelle Dresden. Unter seinen zahlreichen Platteneinspielungen seien vor allem die Gesamtaufnahmen der Sinfonien von Jean Sibelius und Carl Nielsen hervorgehoben.

## Auszeichnungen
- 2000: Finnischer Staatspreis für Musik
- Sibelius-Medaille in Finnland
- Sibelius-Preis in Norwegen